# أسامة عبد الرحمن النور
الدكتور أسامة عبد الرحمن النور  باحث وأكاديمي سوداني بارز ومتخصص في علم الآثار والانثربولوجي قام بالعديد من الدراسات العملية والأكاديمية، ورأس العديد من الهيئات والمنظمات والبعثات العلمية، اسس موقع إلكتروني يعتبر ارشيف للدراسات الانثروبولوجية.ومؤسس المتحف الالكترونى السودانى و مجلة أركمانى للاثار والانثربولجيا السودانية، توفى لرحمة الله في لندن في 12 مايو 2007 م.

## الشهادات الأكاديمية
- 1976 - دكتوراة الفلسفة PhD في علم الآثار المصرية (علم المصريات) من معهد الدراسات الشرقية - أكاديمية العلوم السوفيتية - موسكو.

موضوع الأطروحة: الجذور المحلية للثقافة السودانية القديمة- دراسة من واقع المعطيات الآثارية. اعتمدت الدراسة على نتائج أعمال الاستكشاف والتنقيب التي أجراها الباحث في النوبة السودانية في الفترة 1969- 1973 م.
- 1969 - ماجستير في علم الآثار المصرية (علم المصريات) بمرتبة الشرف الأولى من جامعة شدانوف للدولة- لننجراد.

## الخبرة العملية
2002- أستاذ التاريخ القديم بشعبة الدراسات العليا في قسم التاريخ بكلية الآداب جامعة سبها.
1988- 2002 أستاذ الآثار والحضارات الشرقية القديمة بكلية الآداب والدراسات العليا – جامعة الفاتح.
1996- 1998 أستاذ الأنثروبولوجيا بكلية العلوم والآداب بيفرن – جامعة الجبل الغربي.
1992- 1996 أستاذ الأنثروبولوجيا والحضارات المقارنة بقسم الدراسات العليا بكلية العلوم الاجتماعية التطبيقية – جامعة الفاتح ليبيا.
1987-1991 المدير العام للإدارة العامة للآثار والمتحف القومية- السودان
1986-1987 أستاذ الآثار والحضارات الشرقية القديمة بمعهد الدراسات الاجتماعية– جامعة وهران – الجزائر.
1983-1986 المدير العام لشركة أورينتال لنشر الكتاب المدرسي– مدريد– إسبانيا وأستاذ مشارك زائر للآثار والحضارات الشرقية القديمة بمعهد الدراسات الاجتماعية – جامعة وهران– الجزائر.
1981-1983 أستاذ التاريخ القديم المساعد بكلية التربية– جامعة الفاتح
1979-1981 أستاذ الآثار والتاريخ القديم المساعد بكلية التربية– جامعة عدن
1976-1979 محاضر في الآثار والتاريخ القديم بكلية التربية– جامعة عدن
1973-1976 باحث بمعهد الدراسات الشرقية– أكاديمية العلوم- موسكو
1969-1973 ضابط بمصلحة الآثار السودانية

## الأعمال الميدانية
- التنقيب الآثارى في مدافن المملكة المصرية الوسطى في جزيرة صاى (السودان)، ضمن أعمال البعثة الفرنسية لجامعة لييل تحت إشراف البروفسور جين فيركوتيه
- التنقيب في مدافن العصر المروى في صادنقا(السودان) ضمن أعمال بعثة شيف جورجينى بإشراف البروفسور جين ليكلان.
- التنقيب في المدينة الملكية في مروى، ضمن بعثة جامعة الخرطوم بإشراف البروفسور بيتر شينى.
- التنقيب في مدافن العصر المسيحي المتأخر في دنقلا العجوز، ضمن أعمال البعثة البولندية بإشراف البروفسور كازيمير ميخالوفسكى.
- الاستكشاف الآثارى لمنطقة ما وراء الشلال النيلي الثاني، ضمن البعثة المشتركة لمصلحة الآثار السودانية والوحدة الفرنسية التابعة لها.
- الاستكشاف الآثارى لمنطقة جبال النوبا، ضمن بعثة مصلحة الثقافة السودانية للمسح الفولكلوري لجبال النوبا 1975.
- المدير الحقلي لبعثة المركز اليمنى للأبحاث للمسح الآثارى (1980-1981) لمنطقة يافع/ المحافظة الثالثة بجمهورية اليمن الديمقراطية.
- المدير الحقلي للبعثة السودانية المشتركة للإدارة العامة للآثار والمتحف القومية مع السوق الأوربية للمسح والتنقيب في وادي الخوي.
- المدير الحقلي لبعثة الإدارة العامة للآثار والمتاحف القومية السودانية للاستكشاف الآثار لمنطقة الشلال الرابع المهددة بالغرق في حالة تشييد خزان الحمداب.
- المدير الحقلي لبعثة الإدارة العامة للآثار والمتاحف القومية السودانية للتنقيب في المدافن النبتية في شبا العرب بمنطقة جبل البركل.[2]
- حالياً المشرف على العمل الميداني الاثنوأركيولوجي في منطقة غات، برنامج الدراسات العليا بقسم التاريخ، كلية الآداب، جامعة سبها.

## الأبحاث في المجلات العلمية العربية
1- العلاقات السودانية المصرية المملكة المبكرة، مجلة الخرطوم، عدد 1، 1969.
2- العلاقات السودانية المصرية في عصر المملكة القديمة، مجلة الخرطوم، عدد 2، 1969.
3- العلاقات السودانية المصرية في عصر المملكة الوسطى، مجلة الخرطوم، عدد 4، 1970.
4- العلاقات السودانية المصرية في عصر المملكة الحديثة، مجلة الخرطوم، عدد 5، 1970.
5- أركامانى وطقوس اغتيال الملك، مجلة الخرطوم، عدد 4، 1974.
6- عبادة الإله الأسد أبادماك في السودان القديم، مجلة الخرطوم، عدد 5، 1975.
7- عودة لمسألة تاريخ السودان الحضاري في المرحلة الانتقالية الثانية (1700-1580 ق.م.)، مجلة المؤرخ العربي، عدد 11، بغداد 1979.
8- حول مفهوم منهج البحث التاريخي، مجلة التربية الجديدة، عدد يونيو/سبتمبر، عدن 1979.
9- المنهج التاريخي العلمي، مجلة الثقافة الجديدة، عدد نوفمبر/ديسمبر، عدن 1979.
10- عودة لمفهوم منهج البحث التاريخي، مجلة التربية الجديدة، عدد نوفمبر/ديسمبر، عدن 1979
11- المنهج التاريخي العلمي والتحديات، مجلة الثقافة الجديدة، عدد يناير، عدن 1980.
12- تحدى التحديات والمنهج التاريخي العلمي، مجلة الثقافة الجديدة، عدد مارس، عدن 1980.
13- التدوين التاريخي للحضارة السودانية القديمة (دراسة نقدية)، مجلة المؤرخ العربي، اتحاد المؤرخين العرب، العدد 19، بغداد 1981.
14- يافع الجبلية: نتائج الاستكشاف الآثارى لبعثة المركز اليمنى للأبحاث 1980/1981، مجلة الثقافة الجديدة، العدد أكتوبر، عدن 1981.
15- إشكالية الحضارة الشرقية في الفكر الأوربي: مدخل عام، مجلة الثقافة العربية، العدد الثاني عشر، طرابلس 1981.
16- تاريخ حضرموت السياسي 1839-1918: تعقيب على أطروحة دكتوراة، مجلة الثقافة الجديدة، العدد أغسطس، عدن 1982.
17- نحو نظرة جديدة لتاريخ السودان القديم، مجلة المؤرخ العربي، اتحاد المؤرخين العرب، العدد 21، بغداد 1983
18- إشكالية الحضارة الشرقية في الفكر الأوربي: أسلوب الإنتاج في الشرق القديم، مجلة الثقافة العربية، العدد الثالث، طرابلس 1983.
19- الاتجاهات المعاصرة في دراسة تطور التعقد الثقافي (التطوريَّة وتفرعاتها)، مجلة كلية التربية بجامعة الفاتح، العدد 21، 1996.
20- الاتجاهات المعاصرة في دراسة تطور التعقد الثقافي (المدارس الأكثر حداثة)، مجلة كلية التربية بجامعة الفاتح، العدد 22، 1999.
21- نحو إعادة رصد أنثروبولوجية لوقائع استعراب السودان، مجلة الجديد للعلوم الإنسانية، المركز القومي للبحوث والدراسات العلمية، العدد 1+2، طرابلس 1997
22- دور المرأة الأفريقية المسكوت عنه في الهولوسين المبكر، مجلة الجديد للعلوم الإنسانية، المركز القومي للبحوث والدراسات العلمية، العدد الرابع 1999.
23- كوش أم النوبة: حول اشكالية التسمية، أركامانى، العدد الأول، أغسطس 2001.
24- رؤية مجددة لتاريخ السودان الثقافي القديم، أركاماني، العدد الأول، أغسطس 2001.
25- مفهوم نمط الإنتاج الآسيوي: هل يصلح أداة منهجية لدراسة تاريخ مملكة نبتة- مروي؟، أركامانى، العدد الثاني، فبراير 2002.
26- ملاحظات حول إشكالية الانتقال إلى الاقتصاد الإنتاجي: العلاقة بين الصحراء ووادي النيل السوداني وشرق أفريقيا في الهولوسين، أركامانى، العدد الثالث، أغسطس 2002.
27- الانتقال إلى الاقتصاد الإنتاجي والاكتشافات الآثارية في الصحراء الليبية، أركامانى، العدد الرابع، فبراير 2003.
28- دروع كوشية في مقبرة توت عنخ آمون، أركامانى، العدد الرابع، فبراير 2003.
29- شرق السودان: دلتا القاش في ما قبل التاريخ، أركامانى، العدد الخامس، مارس 2004.
30- المدن والتمدن من منظور رؤية تطورية للتعقد الثقافي، أركامانى، العدد السادس، فبراير 2005
31- التاريخ القديم للأمريكتين -1- مرحلة ما قبل إنتاج الطعام [محاضرة قدمت لطلاب الدراسات العليا بجامعة سبها 2005]
32- ملحمة جلجامش - دراسة تحليلية [محاضرة قدمت لطلاب الدراسات العليا بجامعة سبها 2004]
33- تشريع حمورابي دراسة تحليلية لمواد التشريع مؤشراً لإعادة تركيب الحياة الاجتماعية-الاقتصادية في المجتمع البابلي [محاضرة قدمت لطلاب الدراسات العليا بجامعة سبها 2005]
34- نحو مشروع سودانوي لكتابة تاريخ السودان الحديث أركاماني مجلة الآثار والأنثروبولوجيا السودانية/ صفحة كوش الجديدة.
35- علم آثار الصحراء الليبية- الإشكاليات والآفاق، أركاماني، أكتوبر 2006

## كتابات في قضايا اجتماعية- سياسية معاصرة
1- رؤية أنثروبولوجية لأزمة السودان الماثلة، أركاماني مجلة الآثار والأنثروبولوجيا السودانية (مجلة الأنثروبولوجيا) العدد الأول، أغسطس 2001.
2- تعقيب على ورقة إيفاد الأخيرة بشأن السلام في السودان (30/7/2003).أركاماني مجلة الآثار والأنثروبولوجيا السودانية/ صفحة كوش الجديدة.
3- قراءة نقدية في تقرير المركز الدولي للدراسات الاستراتيجية في واشنطون (22/4/2000). أركاماني مجلة الآثار والأنثروبولوجيا السودانية/ صفحة كوش الجديدة.
4- (المثقفون السودانيون وأيديولوجيا الإنقاذ الانسدادية) أركاماني مجلة الآثار والأنثروبولوجيا السودانية/ صفحة كوش الجديدة.
5- أيديولوجيا الإنقاذ وتجسيد الانحطاط الفكري (1) أركاماني مجلة الآثار والأنثروبولوجيا السودانية/ صفحة كوش الجديدة.
6- القومية والأقليات: مفهوم الجماعة الاثنية في الكتاب الأخضر، محاضرة ألقيت بمركز دراسات وأبحاث الكتاب الأخضر - فرع سبها.

## البحوث المنشورة باللغة الروسية
1- بنية جهاز الدولة في مملكة مروى، المؤتمر العلم الرابع لمعهد الدراسات الشرقية بأكاديمية العلوم السوفيتية، الشرق للنشر، موسكو 1973 م.
2- جذور حضارة كرمة، مجلة مسائل التاريخ القديم، العدد الأول، موسكو 1967.
3- «دروع كوشية في مقبرة توت-عنخ-آمون»، في كتاب توت-عنخ-آمون وعصره، موسكو 1976.
4- التسمية الجغرافية المصرية خنت-خن-نفر، مجلة مروى: ثقافة وتاريخ السودان ولغاته، العدد الأول، معهد الدراسات الشرقية، موسكو 1977.
5- إشكالية المجموعة الكوشية الثالثة، مجلة مروى: ثقافة وتاريخ السودان ولغاته، العدد الثاني، معهد الدراسات الشرقية، موسكو 1977.

## البحوث المنشورة باللغة الإنجليزية
1- «مدافن تلية في أم رويم، خور الجرين بالقرب من الشلال الرابع»، في كتاب «إهداء إلى ليكلان» المجلد الثاني، المركز الفرنسي للآثار، القاهرة، 1994 م. (متوفر باللغة العربية في أركامانى)
2- مقبرة منحوتة بجدران مليئة بالرسوم في شبا العرب بالقرب من جبل البركل، مجلة صحارى (متوفر باللغة العربية في أركامانى).

## أبحاث مترجمة عن اللغات الأجنبية منشورة في موقع أركامانى الإلكتروني
1- البحث الآثارى في النوبة الشمالية والسودان بقلم ايسيدور سافتش كاتسنلسون (عن الروسية)
2- علم الآثار والنوبة بقلم وليام آدمز (عن الإنجليزية)
3- اختراع النوبة بقلم وليام آدمز (عن الإنجليزية)
4- الوضع الراهن وإشكالات تاريخ مملكتي نبتة ومروى بقلم ايسيدور سافتش كاتسنلسون (عن الروسية)
5- كرونولوجية مروى: الصعوبات والآفاق المستقبلية بقلم فرتز هنتزا (عن الإنجليزية)
6- المسح الآثاري للنيل الأزرق : الأهداف والنتائج الأولية بقلم فيكتور فرناندز وآخرون (عن الإنجليزية)
7- تركيب النقوش البارزة في معبد الأسد بالنقعة وبنيتها الايقونية بقلم بومرانتسيفا (عن الإنجليزية)
8- لماذا الجيلى؟ بقلم ايزابيلا كانيفا (عن الإنجليزية)
9- إعادة اكتشاف الموقع الآثارى في النقعة 1822-1996 بقلم كارلا كروبر (عن الإنجليزية)
10- في أثر الرعاة المبكرين بقلم كوبر (عن الإنجليزية)
11- جبل البركل ونبتة القديمة بقلم تيموثي كندال (عن الإنجليزية)
12- كدروكة والعصر الحجري الحديث في إقليم دنقلا الشمالي بقلم جاك رينولد (عن الإنجليزية)
13- عادات الدفن في وادي النيل الأعلى: لمحة عامة بقلم فرانسيس جيوز (عن الإنجليزية)
14- «العصر المظلم» النوبي بقلم روبرت مورتكوت (عن الإنجليزية)
15- ثقافة المجموعة الثالثة في النوبة السفلى بقليم ماريا كوستانزا دي سيمون (عن الإنجليزية)
16- التنوعات الإقليمية في ما يعرف بثقافة المجموعة الأولى للنوبة السفلى بقلم ماريا كارميلا جاتو (عن الإنجليزية)
17- بينة مروَّية عن الإمبراطورية البليمية في الدوديكاسخيونس بقلم كلايد ونترز (عن الإنجليزية)
18- النظام السياسي للنوير في جنوب السودان بقلم ايفانز برتشارد (عن الإنجليزية)
19- استخدام التناظر الوظيفي والقياس في علم الآثار بقلم إيان هودر (عن الإنجليزية)
20- علم الاثنوأركيولوجيا بقلم إيان هودر (عن الإنجليزية)
21- مناهج البحث الاثنوأركيولوجي الميدانية وطرقه بقلم إيان هودر (عن الإنجليزية)
22- تكون السجل الآثاري بقلم إيان هودر (عن الإنجليزية)
23- علم الآثار والتاريخ: إسهامهما في فهمنا للتاريخ النوبي القروسطية بقلم ديريك ويلسبي (عن الإنجليزية)
24- تاريخ ما بعد مروي وأركيولوجيته بقلم لازلو توروك (عن الإنجليزية)
25- علم آثار ما قبل الرعاوة في الصحراء الليبية ووادي النيل الأوسط بقلم سافينو دي ليرنيا والينا جارسيا (عن الإنجليزية)
26- النوبة المسيحية بعد حملة إنقاذ آثار النوبة بقلم قلوديميرز جودليفسكي (عن الإنجليزية)
27- لوحة فرس الجدارية للشبان الثلاثة في الفرن المتقد بقلم الأب فانتيني (عن الإنجليزية)
28- ملاحظات حول الزخرف الكنسي النوبي بقلم كاريل أنيمي (عن الإنجليزية)
29- الهولوسين المبكر وظهور الاستقرار في منطقة عطبرة بقلم راندي هالاند (عن الإنجليزية)
30- أربع ألف سنة في النيل الأزرق: المسارات إلى عدم المساواة وطرق المقاومة بقلم فيكتور فرناندز (عن الإنجليزية)
31- أصل الدولة النبتية: الكرو والبينة الخاصة بالأسلاف الملكيين تيموثي كندال (عن الإنجليزية)
32- الإله الأسد أبادماك بقلم إليونورا كورماشيفا (عن الروسية)
33- من التصنيف إلى التفسير- دراسة وتحليل ما كتب عن ما قبل تاريخ ليبيا خلال الفترة 1969-1989، بقلم جراهام باركر
34- علم آثار ما قبل الرعاوة- الصحراء الليبية ووادي النيل الأوسط، بقلم سافينو دي ليرنيا وإلينا جارسيا (عن الإنجليزية)
35- البحث في تادرارت أكاكوس، بقلم باربارا باريش (عن الإنجليزية)
36- إسهام تادرارت أكاكوس في دراسة التغير الثقافي في الصحراء، بقلم باربارا باريش (عن الإنجليزية)
37- المسارات الثقافية المنحنية في كهف وان أفودا (الأكاكوس)، بقلم سافينو دي ليرنيا (عن الإنجليزية)
38- لماذا وان أفودا؟ علم آثار ما قبل الرعاوة في الأكاكوس والمنطقة المحيطة، بقلم سافينو دي ليرنيا (عن الإنجليزية)
39- طريق جديدة باتجاه إنتاج الطعام- منظور من الصحراء الليبية، بقلم إلينا جارسيا (عن الإنجليزية)
40- مدخل جديد للفن الصخري الصحراوي، بقلم آندرو سميث (عن الإنجليزية)
41- زراعة الصحراء- إسهام الجرميين في جنوب ليبيا، بقلم ديفيد ماتنجلي وآندرو ويلسون (عن الإنجليزية)
42- أغرام نظاريف والحدود الجنوبية للمملكة الجرمية، بقلم ماريو ليفراني (عن الإنجليزية)
43- التغير البيئي والاستقرار البشري في تريبوليتانيا، بقلم جراهام باركر (عن الإنجليزية)
44- الأوابد الميجاليتية ما قبل الإسلامية في تادرارت أكاكوس، بقلم ماسيمو باستروشي (عن الإنجليزية)
الكتب
1- مجتمعات الاشتراكيَّة الطبيعية: دراسة تحليلية لتطور الثقافة والتقنية والاقتصاد في مرحلة ما قبل التاريخ، اورينتال للنشر، مدريد، ط. أولى 1983، ط. ثانية 1985. (موجز)
2- تاريخ الإنسان حتى ظهور المدنيات: دراسة في الأنثروبولوجيا الثقافيَّة والفيزيقية (بالاشتراك مع أبوبكر شلابى)، الجا للنشر، مالطا 1995. (موجز)
3- من التقنيات إلى المنهج: محاضرات في منهج البحث التاريخي، الجا للنشر، مالطا2001.
4- الأنثروبولوجيا العامة: فروعها واتجاهاتها وطرق بحثها، (بالاشتراك مع أبوبكر شلابى)، المركز القومي للبحوث والدراسات العلمية، طرابلس.2001
5- علم الآثار الأفريقي: ترجمة عن الإنجليزية لمؤلفه ديفيد فيلبسون، الجا للنشر، مالطا.2001(موجز)
6- الحضارات العظيمة للصحراء القديمة: ترجمة إلى العربية، تأليف فابريزيو موري، مركز جهاد الليبيين للدراسات التاريخية، طرابلس 2006.
7- دراسات في تاريخ السودان القديم : نحو تأسيس علم الدراسات السودانوية، مركز عبد الكريم ميرغني، 2006
8- علم آثار الصحراء الليبية (الجزء الأول)، أكاديمية الدراسات العليا، طرابلس (تحت الطبع).
9- تاريخ السودان القديم/صدر مؤخراً عن مركز عبد الكريم ميرغني.
10- المغزى الايدولوجى الإنقاذوى من تدمير التراث السودانىالفيسبوك أسامة عبد الرحمن النور  على فيسبوك.